# William De Witt Waltman
William De Witt Waltman (* 8. Februar 1875 in Kendallville (Indiana); † 17. Februar 1955 Los Angeles, Kalifornien) war ein US-amerikanischer Ingenieur und Erdöl-Funktionär. Er war am Bau des Panamakanals beteiligt.

## Lebensweg
William DeWitt Waltman wurde am 8. Februar 1875 in Kendallville, Indiana, als Sohn von Martin Van Buren Waltman and Sarah Catherine Aller geboren. Im Jahr 1889 zog die Familie nach Colorado Springs, Colorado, um, wo Waltman die Liller School besuchte. 1895, im Alter von 20 Jahren, nahm Waltman seine Studien an der „Colorado School of Mines“ (CSM) in Golden (Colorado) auf, von der er 1899 mit dem Diplom als Bergbau-Ingenieur (Engineer of Mining, E.M.) abging. Sein Berufsleben begann er im Jahr 1900 als Bergbau-Ingenieur in Cripple Creek (Colorado). 1901 war Waltman Herausgeber des „Hills Manual of Cripple Creek Mines“. In den Jahren 1901 bis 1904 war er Principal Assistant City Engineer in Colorado Springs. Von 1905 bis 1911 war er als Ingenieur am Bau des Panama-Kanals beteiligt; von 1905 bis 1906 als „Superintendent mining“, von 1906 bis 1909 als „Superintendent construction“ für die Abschnitte Culebra und Porto Bello des Panama-Kanals. Von 1910 bis 1911 war Waltman leitender Ingenieur bei der Immobilenprojektentwicklungsfirma „Costilla Estates Development Company“ in San Acacio im Costilla County von Colorado, die dort zu dieser Zeit mit dem Bau des Staudamms für das Sanchez-Reservoir beschäftigt war. Von 1912 bis 1919 war er General-Manager der 1909 gegründeten Franco-Wyoming Oil Company. Seit 1912 war er Vorsitzender der Vereinigung erdölproduzierender Unternehmen der Vereinigten Staaten und Mexikos mit Sitz in Denver. Waltman wurde am 24. Januar 1919 Hauptmann der Reserve (Captain) in der Abteilung für chemische Kriegführung der U.S. Army. Am 24. März 1927 heiratete er Eula C. Hamilton. Das Ehepaar bekam 1913 einen Sohn, William DeWitt Waltman junior (1913–1990). Im Jahr 1938 begründete er eine Stiftung, die jedes Jahr ein Preisgeld für die herausragenden Absolventen der Colorado School of Mines auslobt. Am 17. Februar 1955 starb er im Alter von 80 Jahren in Los Angeles.